# Defensor del Poble (Espanya)
El Defensor del Poble espanyol és el càrrec públic fet per a defendre els drets de la ciutadania davant l'administració pública.
El càrrec el pot desenvolupar tot ciutadà espanyol major d'edat amb ple gaudi dels seus drets civils i polítics. És elegit per coincidència de les dues cambres parlamentàries, a proposta dels partits polítics, per una majoria de les tres cinquenes parts de la cambra.
La institució s'articula en l'Oficina del Defensor del Poble. Hi ha la Junta de Coordinació i Règim interior, que està formada pel Defensor del poble, els Adjunts i el Secretari General, i es dedica a coordinar els col·laboradors, assisteix al Defensor en les reformes reglamentàries, interposar recursos (recurs d'empara i d'inconstitucionalitat), elaborar els informes i tot aquell assumpte que el Defensor considere important. El Secretari General és nomenat pel defensor i organitza i dirigeix els serveis de l'oficina. La plantilla d'assessors i personal administratiu i subaltern s'estableix segons el límit dels pressupostos i és designada pel Defensor.
El mandat dura cinc anys i és un comissionat del parlament que no està vinculat amb la composició política de les cambres que l'elegiren. Pot cessar el mandat per finalització del termini del mandat, mort, incapacitat, renúncia, negligència o ineficàcia. Per al cas de negligència o ineficàcia d'aquest, el mecanisme és similar a l'empleat per a elegir-lo.

## Història
Abans que la Constitució espanyola de 1978 fos aprovada, es va debatre que s'establira un síndic de greuges estatal. Aquesta figura quedà establida en l'article 54. Les característiques bàsiques estan definides en el citat article i manava que es desenvolupara la regulació normativa d'aquesta instutició mitjançant una llei orgànica.
El 1981, les Corts Generals aprovaren la Llei Orgànica 3/1981, de 6 d'abril, del Defensor del poble. Aquesta llei fou desenvolupada reglamentàriament amb el Reglament d'Organització i Funcionament per les meses del Congrés dels Diputats i del Senat el 6 d'abril de 1983. Anys més tard, la llei fou modificada posteriorment per la Llei Orgànica 2/1992, de 5 de març, i el reglament fou modificat el 21 d'abril de 1992.

## Competències
El defensor del poble espanyol es dedica a la defensa dels drets fonamentals mitjançant la supervisió de l'actuació de les administracions públiques. Controla que l'activitat seguisca els principis assenyalats a la Constitució (art. 103) i la resta de l'ordenament jurídic. Elabora un informe sobre la seua activitat cada any i el presenta a les Corts Generals.
Pot supervisar qualsevol administrició pública sense cap exempció. L'administració de justícia és supervisada amb la mediació del Ministeri Fiscal o el Consell General del Poder Judicial. L'actuació del Defensor està limitada segons el tipus d'assumpte que pretén investigar, de manera que s'absté de supervisar assumptes pendents d'actuacions jurisdiccionals, assumptes ja jutjats i assumptes relatius a la defensa nacional.
A més de l'informe anual, pot presentar un informe extraordinari si les circumstàncies ho urgeixen. L'informe anual conté: el nombre de queixes rebudes, les mesures adopotades al respecte, les investigacions fetes, els resultats d'aquestes i els suggeriments i recordatoris elevats a les administracions públiques.
Els informes són objecte de debat en les dues cambres legislatives.
Primer, en la comissió mixta els diputats i senadors poden formular-li preguntes o aclaracions al defensor, qui les contesta
Després, l'informe és presentat pel Defensor als plens de les dues cambres i se'n va, iniciant-se el debat. El govern es va comprometre en l'acord del ple del Congrés de 26 de setembre de 1995 que contestaria per escrit en un sol document a les parts de l'informe que tracten sobre l'Administració General de l'Estat.

## Actuació
L'actuació del Defensor del Poble és gratuïta i pot ser d'ofici (d'iniciativa del propi defensor) o reaccionant a una queixa.
Pot dirigir-se qualsevol persona física o jurídica al Defensor del Poble sempre que siga per interés legítim i no siga una autoritat administrativa en assumptes de la seua competència. Seran rebutjades les queixes, a més, que estiguen fetes amb mala fe o per perjudicar a tercers, que es referisquen a un interés públic no protegible i/o que es referisquen a fets on no hi participa ni indirectament ni directament l'administració pública.
L'interessat es dirigeix per escrits constant la signatura, el cas, el nom, cognoms i domicili de qui fa la petició. En cas d'extrema urgència pot formular-se la queixa per via telèfonica o altra via sota el requisit de confirmar la queixa posteriorment per escrit. Per a atendre les cridades telefòniques, hi ha un servei de guàrdia 24 hores al dia incloent festius. La correspondència feta per un reclús no pot patir cap tipus de censura.
La investigació feta pel defensor és ràpida i no segueix cap formalitat. Es dirigeix a la dependència per escrit o personalment o enviant un adjunt per sol·licitar informació sobre el cas i comprovar-la personalment.
Els funcionaris que obstaculitzen la recerca poden incórrer en declite de desobediència. En aquest cas, el defensor informa al Ministeri fiscal perquè el processe, si és procedent.
Les resolucions dels conflictes es fan amb la mediació del defensor entre el ciutadà i l'administració. De manera ordinària, hi ha conciliació. Quan no és aquest el cas, hi ha dos tipus de resolucions: suggeriment a l'administració perquè modifique el criteri utilitzat per a l'acte administratiu i sol·licitar l'exercici de la potestat d'inspecció i sanció.
El defensor pot estimar que una norma legal o reglamentària pot provocar injustícies, recomanant la seua modificació o substitució al govern o parlament. També pot interposar recurs d'inconstitucionalitat i d'ampar al Tribunal Constitucional d'Espanya.